# 800年代
| 千纪： | 1千纪                                                                                  |
| 世纪： | 7世纪 \| 8世纪 \| 9世纪                                                                |
| 年代： | 770年代 \| 780年代 \| 790年代 \| 800年代 \| 810年代 \| 820年代 \| 830年代              |
| 年份： | 800年 \| 801年 \| 802年 \| 803年 \| 804年 \| 805年 \| 806年 \| 807年 \| 808年 \| 809年 |

## 大事记
- 800年，唐德宗命夏綏節度使韓全義為招討使，擊吳少誠。韓全義大潰，奔陳州。
- 800年，徐泗節度使張建封卒，士卒擁立其子張愔，唐德宗不許，遣淮南節度使]杜佑讨伐，杜佑大敗。
- 800年，法蘭克國王查理曼統軍入羅馬城，教皇李奧三世为他加冕，称为「羅馬帝國奧古斯都」，建立查理曼帝國，建都亞琛（萊茵河西岸）。
- 801年，成德節度使王武俊卒，子王士真繼任節度使。
- 803年，日本第十七次遣唐使。
- 805年正月，唐德宗卒，子唐順宗李誦嗣位。八月，唐順宗傳位其子唐憲宗李純，自稱太上皇。
- 806年，唐憲宗命神策軍使高崇文平定西川節度使劉闢。平盧節度使李師古卒，弟李師道繼任節度使。
- 807年，鎮海節度使李錡叛，被兵馬使張子良所擒，送長安，腰斬。
- 808年，沙陀部落叛吐蕃，归唐，沙陀酋長朱邪盡忠戰死，子朱邪執宜率部抵靈州。
- 809年，成德節度使王士真卒，子王承宗繼任節度使，向朝廷獻德州、棣州二州於中央，囚朝廷所派德州刺史薛昌朝。唐憲宗命宦官左神策軍中尉吐突承璀為招討使討伐王承宗。彰義節度使吳少誠卒，其將吳少陽殺吳少誠子，繼任節度使。